# Campeonato Europeo de Pentatlón Moderno de 2015
El XXIV Campeonato Europeo de Pentatlón Moderno se celebró en Bath (Reino Unido) entre el 17 y el 23 de agosto de 2015 bajo la organización de la Unión Internacional de Pentatlón Moderno (UIPM) y la Federación Británica de Pentatlón Moderno.
Las competiciones se realizaron en las instalaciones de la Universidad de Bath.

## Masculino

### Individual
| Puesto | Atleta                  | País    | ESG | NAT | HÍP | CAR + TIR | Total |
| ------ | ----------------------- | ------- | --- | --- | --- | --------- | ----- |
| Oro    | Arthur Lanigan-O'Keeffe | Irlanda | 240 | 333 | 295 | 619       | 1487  |
| Plata  | Valentin Prades         | Francia | 239 | 321 | 267 | 649       | 1476  |
| Bronce | Riccardo De Luca        | Italia  | 214 | 313 | 299 | 649       | 1475  |

### Equipos
| Puesto | País            | ESG | NAT | HÍP | CAR + TIR | Total |
| ------ | --------------- | --- | --- | --- | --------- | ----- |
| Oro    | Francia         |     |     |     |           | 4384  |
| Plata  | Rusia           |     |     |     |           | 4354  |
| Bronce | República Checa |     |     |     |           | 4348  |

### Por relevos
| Puesto | Atletas                            | País    | ESG | NAT | HÍP | CAR + TIR | Total |
| ------ | ---------------------------------- | ------- | --- | --- | --- | --------- | ----- |
| Oro    | Yuri Fedechko Dmytro Kirpulianski  | Ucrania | 228 | 360 | 282 | 602       | 1472  |
| Plata  | István Málits Bence Harangozó      | Hungría | 197 | 346 | 299 | 624       | 1466  |
| Bronce | Valerio Grasselli Tullio De Santis | Italia  | 221 | 361 | 277 | 600       | 1459  |

## Femenino

### Individual
| Puesto | Atleta             | País     | ESG | NAT | HÍP | CAR + TIR | Total |
| ------ | ------------------ | -------- | --- | --- | --- | --------- | ----- |
| Oro    | Laura Asadauskaitė | Lituania | 222 | 279 | 289 | 581       | 1371  |
| Plata  | Élodie Clouvel     | Francia  | 264 | 313 | 272 | 519       | 1368  |
| Bronce | Lena Schöneborn    | Alemania | 236 | 281 | 289 | 555       | 1361  |

### Equipos
| Puesto | País        | ESG | NAT | HÍP | CAR + TIR | Total |
| ------ | ----------- | --- | --- | --- | --------- | ----- |
| Oro    | Reino Unido |     |     |     |           | 3960  |
| Plata  | Alemania    |     |     |     |           | 3929  |
| Bronce | Italia      |     |     |     |           | 3926  |

### Por relevos
| Puesto | Atletas                                | País     | ESG | NAT | HÍP | CAR + TIR | Total |
| ------ | -------------------------------------- | -------- | --- | --- | --- | --------- | ----- |
| Oro    | Lena Schöneborn Annika Schleu          | Alemania | 226 | 321 | 295 | 555       | 1397  |
| Plata  | Yekaterina Juraskina Svetlana Lebedeva | Rusia    | 231 | 309 | 300 | 532       | 1372  |
| Bronce | Lina Batulevičiūtė Emilija Serapinaitė | Lituania | 207 | 321 | 300 | 531       | 1359  |

## Relevo mixto
| Puesto | Atletas                           | País        | ESG | NAT | HÍP | CAR + TIR | Total |
| ------ | --------------------------------- | ----------- | --- | --- | --- | --------- | ----- |
| Oro    | Valerio Grasselli Camilla Lontano | Italia      | 243 | 340 | 300 | 581       | 1464  |
| Plata  | Ilia Palazkov Katsiaryna Arol     | Bielorrusia | 216 | 339 | 286 | 607       | 1448  |
| Bronce | Alexandr Kukarin Donata Rimšaitė  | Rusia       | 232 | 342 | 285 | 586       | 1445  |

## Medallero
| Núm. | País            | Oro | Plata | Bronce | Total |
| ---- | --------------- | --- | ----- | ------ | ----- |
| 1    | Francia         | 1   | 2     | 0      | 3     |
| 2    | Alemania        | 1   | 1     | 1      | 3     |
| 3    | Italia          | 1   | 0     | 3      | 4     |
| 4    | Lituania        | 1   | 0     | 1      | 2     |
| 5    | Irlanda         | 1   | 0     | 0      | 1     |
| 5    | Reino Unido     | 1   | 0     | 0      | 1     |
| 5    | Ucrania         | 1   | 0     | 0      | 1     |
| 8    | Rusia           | 0   | 2     | 1      | 3     |
| 9    | Bielorrusia     | 0   | 1     | 0      | 1     |
| 9    | Hungría         | 0   | 1     | 0      | 1     |
| 11   | República Checa | 0   | 0     | 1      | 1     |
|      | TOTAL           | 7   | 7     | 7      | 21    |